# Seoul Cycling/Saison 2010
Dieser Artikel listet Erfolge und Mannschaft des Radsportteams Seoul Cycling in der Saison 2010 auf.

## Erfolge in der UCI Asia Tour
In den Rennen der Saison 2010 der UCI Asia Tour gelangen die nachstehenden Erfolge.
| Datum     | Rennen                  | Kat. | Fahrer       |
| --------- | ----------------------- | ---- | ------------ |
| 24. April | 3. Etappe Tour de Korea | 2.2  | Seon Ho Park |
| 26. April | 5. Etappe Tour de Korea | 2.2  | Seon Ho Park |
| 27. April | 6. Etappe Tour de Korea | 2.2  | Hyo Suk Gong |
| 1. Mai    | 9. Etappe Tour de Korea | 2.2  | Hyo Suk Gong |

## Zugänge – Abgänge
| Zugänge          | Team 2009                        | Abgänge                     | Team 2010            |
| ---------------- | -------------------------------- | --------------------------- | -------------------- |
| Joon Yong Seo    | EQA-Meitan Hompo-Graphite Design | Ki Hong Yoo                 | Geumsan Ginseng Asia |
| Jeong Seok Chung | Seoul Cycling (2008)             | Jin Yong Choi               | Unbekannt            |
| Hyun Suk Jung    | Neoprofi                         | Gyung Gu Jang               | Unbekannt            |
| Byeong Cheol Lee | Neoprofi                         | Gu Hyeon Kim                | Unbekannt            |
| Jung Hwan Youm   | Neoprofi                         | Jung In Park                | Unbekannt            |
|                  |                                  | Dschamsrangiin Öldsiibaatar | Unbekannt            |

## Mannschaft
| Name             | Geburtstag        | Nationalität |
| ---------------- | ----------------- | ------------ |
| Ho Sung Cho      | 15. Juni 1974     | Südkorea     |
| Jeong Seok Chung | 15. November 1981 | Südkorea     |
| Hyo Suk Gong     | 1. Januar 1986    | Südkorea     |
| Hyun Suk Jung    | 16. April 1978    | Südkorea     |
| Byeong Cheol Lee | 22. April 1991    | Südkorea     |
| Seong Youn Oh    | 30. August 1981   | Südkorea     |
| Seon Ho Park     | 15. März 1984     | Südkorea     |
| Joon Yong Seo    | 14. März 1988     | Südkorea     |
| Seok Kyu Suh     | 19. Januar 1983   | Südkorea     |
| Jung Hwan Youm   | 1. Dezember 1985  | Südkorea     |